# Coppa Intertoto 1982
La Coppa Intertoto 1982, detta anche Coppa d'Estate 1982, è stata la sedicesima edizione di questa competizione (la ventiduesima, contando anche quelle della Coppa Rappan) gestita dalla SFP, la società di scommesse svizzera.
Non era prevista la fase finale fra le vincitrici della fase a gironi della fase estiva. Le squadre che si imponevano nei singoli raggruppamenti venivano considerate tutte vincenti a pari merito e ricevevano, oltre ad un piccolo trofeo, un cospicuo premio in denaro.

## Partecipanti
| Nazione                   | Squadra                                                                  | Campionato | Note                                                           |
| ------------------------- | ------------------------------------------------------------------------ | --- | -------------------------------------------------------------- |
| Germania (bandiera)       | Werder Brema Arminia Bielefeld Bayer Leverkusen Duisburg                 | 5º campionato di Germania Ovest 1981-82 12º campionato di Germania Ovest 1981-82 16º campionato di Germania Ovest 1981-82 18º campionato di Germania Ovest 1981-82                                      | Vincitrice della Coppa Intertoto Girone 3 nell'anno precedente |
| Austria (bandiera)        | Admira/Wacker Sturm Graz Wiener Sport-Club LASK                          | 4º campionato d'Austria 1981-82 6º campionato d'Austria 1981-82 7º campionato d'Austria 1981-82 10º campionato d'Austria 1981-82                                                                        | Vincitrice della Coppa Intertoto Girone 1 nell'anno precedente |
| Belgio (bandiera)         | Standard Liegi RFC Liégeois                                              | Campione del Belgio 1981-82 16º campionato del Belgio 1981-82 | Vincitrice della Coppa Intertoto Girone 2 nell'anno precedente |
| Cecoslovacchia (bandiera) | Baník Ostrava Bohemians Praga Plastika Nitra Sparta Praha Zbrojovka Brno | Vicecampione di Cecoslovacchia 1981-82 3º campionato di Cecoslovacchia 1981-82 4º campionato di Cecoslovacchia 1981-82 6º campionato di Cecoslovacchia 1981-82 11º campionato di Cecoslovacchia 1981-82 |                                                                |
| Svizzera (bandiera)       | Zurigo Young Boys FC Luzern San Gallo                                    | 3º campionato di Svizzera 1981-82 5º campionato di Svizzera 1981-82 9º campionato di Svizzera 1981-82 10º campionato di Svizzera 1981-82                                                                |                                                                |
| Svezia (bandiera)         | Öster IFK Göteborg IFK Norrköping IK Brage                               | Campione di Svezia 1981 Vicecampione di Svezia 1981 3º campionato di Svezia 1981 4º campionato di Svezia 1981                                                                                           | Vincitrice della Coppa Intertoto Girone 7 nell'anno precedente |
| Danimarca (bandiera)      | Hvidovre Lyngby Næstved Aarhus                                           | Campione di Danimarca 1981 Vicecampione di Danimarca 1981 3º campionato di Danimarca 1981 4º campionato di Danimarca 1981                                                                               | Vincitrice della Coppa Intertoto Girone 5 nell'anno precedente |
| Israele (bandiera)        | Hapoel Kfar Saba Hapoel Tel Aviv                                         | Campione d'Israele 1981-82 5º campionato d'Israele 1981-82 | Vincitrice della Supercoppa d'Israele 1982                     |
| Bulgaria (bandiera)       | PFK Černo More Varna Černomorec Burgas                                   | 4º campionato di Bulgaria 1981-82 6º campionato di Bulgaria 1981-82 |                                                                |
| Polonia (bandiera)        | Widzew Łódź Pogoń Stettino Gwardia Varsavia ŁKS Motor Lublin             | Campione di Polonia 1981-82 6º campionato di Polonia 1981-82 7º campionato di Polonia 1981-82 12º campionato di Polonia 1981-82 16º campionato di Polonia 1981-82                                       |                                                                |

## Squadre partecipanti
La fase a gironi del torneo era composta da nove gruppi di quattro squadre ciascuno, le squadre che si imponevano nei singoli raggruppamenti venivano considerate tutte vincenti a pari merito.
Rispetto alla Coppa dell'edizione precedente, le squadre della Jugoslavia, Norvegia e Paesi Bassi non partecipano, rientrano le squadre della Polonia.
- In giallo le vincitrici dei gironi.

| Girone | Austria       | Belgio         | Bulgaria             | Cecoslovacchia      | Danimarca | Germania Ovest    | Israele          | Polonia          | Svezia         | Svizzera   |
| 1      | -             | Standard Liegi | Černo More Varna     | -                   | Hvidovre  | Bayer Leverkusen  | -                | -                | -              | -          |
| 2      | -             | RFC Liégeois   | -                    | -                   | -         | Arminia Bielefeld | -                | Widzew Łódź      | -              | San Gallo  |
| 3      | Sturm Graz    | -              | -                    | Plastika Nitra      | Aarhus    | Werder Brema      | -                | -                | -              | -          |
| 4      | -             | -              | -                    | -                   | Lyngby    | Duisburg          | -                | Motor Lublino    | -              | Lucerna    |
| 5      | Admira/Wacker | -              | -                    | -                   | -         | -                 | Hapoel Kfar Saba | -                | IFK Norrköping | -          |
| 5      | Admira/Wacker | -              | -                    | -                   | -         | -                 | Hapoel Tel Aviv  | -                | IFK Norrköping | -          |
| 6      | LASK          | -              | -                    | Bohemians ČKD Praga | -         | -                 | -                | Gwardia Varsavia | -              | Young Boys |
| 7      | Wiener SC     | -              | -                    | Sparta Praga        | -         | -                 | -                | Pogoń Stettino   | Brage          | -          |
| 8      | -             | -              | -                    | Zbrojovka Brno      | -         | -                 | -                | ŁKS              | Öster          | Zurigo     |
| 9      | -             | -              | FK Černomorec Burgas | Baník Ostrava       | Næstved   | -                 | -                | -                | IFK Göteborg   | -          |

## Risultati
Date: 26 giugno (1ª giornata), 3 luglio (2ª giornata), 10 luglio (3ª giornata), 17 luglio (4ª giornata), 24 luglio (5ª giornata) e 31 luglio 1982 (6ª giornata).

### Girone 1
| Squadra          | Pti | G | V | N | P | GF | GS | DR |
| ---------------- | --- | - | - | - | - | -- | -- | -- |
| Standard Liegi   | 7   | 6 | 3 | 1 | 2 | 12 | 10 | +2 |
| Bayer Leverkusen | 6   | 6 | 2 | 2 | 2 | 12 | 9  | +3 |
| Černo More Varna | 6   | 6 | 2 | 2 | 2 | 7  | 8  | −1 |
| Hvidovre         | 5   | 6 | 1 | 3 | 2 | 5  | 9  | −4 |

|            | Sta | Bay | Č.M | Hvi |
| ---------- | --- | --- | --- | --- |
| Standard   |     | 4-1 | 3-1 | 3-0 |
| Bayer      | 5-1 |     | 3-0 | 2-2 |
| Černo More | 2-0 | 1-1 |     | 2-0 |
| Hvidovre   | 1-1 | 1-0 | 1-1 |     |

### Girone 2
| Squadra           | Pti | G | V | N | P | GF | GS | DR |
| ----------------- | --- | - | - | - | - | -- | -- | -- |
| Widzew Łódź       | 7   | 6 | 3 | 1 | 2 | 8  | 7  | +1 |
| Arminia Bielefeld | 6   | 6 | 2 | 2 | 2 | 10 | 9  | +1 |
| San Gallo         | 6   | 6 | 3 | 0 | 3 | 7  | 8  | −1 |
| RFC Liégeois      | 5   | 6 | 2 | 1 | 3 | 8  | 9  | −1 |

|           | Wid | Arm | S.G | Lie |
| --------- | --- | --- | --- | --- |
| Widzew    |     | 2-1 | 0-1 | 3-1 |
| Arminia   | 1-1 |     | 3-1 | 1-1 |
| San Gallo | 1-2 | 1-2 |     | 1-0 |
| Liegi     | 2-0 | 3-2 | 1-2 |     |

### Girone 3
La partita del 26 giugno Sturm-Plastika è stata interrotta al 55º minuto sullo 0-2 per temporale. Non essendo decisiva per la vittoria del girone, la partita non è stata rigiocata ed è stato convalidato il risultato al momento dell'interruzione.
| Squadra        | Pti | G | V | N | P | GF | GS | DR  |
| -------------- | --- | - | - | - | - | -- | -- | --- |
| Aarhus         | 8   | 6 | 4 | 0 | 2 | 14 | 12 | +2  |
| Werder Brema   | 7   | 6 | 3 | 1 | 2 | 21 | 13 | +8  |
| Plastika Nitra | 5   | 6 | 2 | 1 | 3 | 16 | 16 | 0   |
| Sturm Graz     | 4   | 6 | 2 | 0 | 4 | 11 | 21 | −10 |

|          | Aar | Wer | Pla | Stu |
| -------- | --- | --- | --- | --- |
| Aarhus   |     | 2-1 | 1-0 | 6-1 |
| Werder   | 4-1 |     | 3-3 | 7-2 |
| Plastika | 3-4 | 3-5 |     | 5-3 |
| Sturm    | 3-0 | 2-1 | 0-2 |     |

### Girone 4
| Squadra       | Pti | G | V | N | P | GF | GS | DR |
| ------------- | --- | - | - | - | - | -- | -- | -- |
| Lyngby        | 8   | 6 | 3 | 2 | 1 | 11 | 7  | +4 |
| Duisburg      | 7   | 6 | 3 | 1 | 2 | 12 | 7  | +5 |
| Motor Lublino | 5   | 6 | 1 | 3 | 2 | 8  | 11 | −3 |
| Lucerna       | 4   | 6 | 1 | 2 | 3 | 4  | 10 | −6 |

|          | Lyn | Dui | Mot | Luc |
| -------- | --- | --- | --- | --- |
| Lyngby   |     | 1-3 | 0-0 | 2-0 |
| Duisburg | 1-2 |     | 4-1 | 2-0 |
| Motor    | 2-2 | 3-2 |     | 2-2 |
| Lucerna  | 1-4 | 0-0 | 1-0 |     |

### Girone 5
| Squadra          | Pti | G | V | N | P | GF | GS | DR  |
| ---------------- | --- | - | - | - | - | -- | -- | --- |
| Admira/Wacker    | 9   | 6 | 4 | 1 | 1 | 8  | 6  | +2  |
| Hapoel Tel Aviv  | 8   | 6 | 4 | 0 | 2 | 12 | 10 | +2  |
| IFK Norrköping   | 4   | 6 | 2 | 0 | 4 | 14 | 8  | +6  |
| Hapoel Kfar Saba | 3   | 6 | 1 | 1 | 4 | 8  | 18 | −10 |

|                  | A.W | HTA | Nor | HKS |
| ---------------- | --- | --- | --- | --- |
| Admira Wacker    |     | 2-1 | 1-0 | 3-0 |
| Hapoel Tel Aviv  | 4-0 |     | 2-0 | 1-0 |
| Norrköping       | 0-1 | 5-0 |     | 7-1 |
| Hapoel Kfar Saba | 1-1 | 3-4 | 3-2 |     |

### Girone 6
| Squadra             | Pti | G | V | N | P | GF | GS | DR  |
| ------------------- | --- | - | - | - | - | -- | -- | --- |
| Bohemians ČKD Praga | 12  | 6 | 6 | 0 | 0 | 16 | 3  | +13 |
| Gwardia Varsavia    | 5   | 6 | 2 | 1 | 2 | 7  | 8  | −1  |
| Young Boys          | 5   | 6 | 2 | 1 | 2 | 8  | 13 | −5  |
| LASK                | 2   | 6 | 1 | 0 | 5 | 6  | 13 | −7  |

|            | Boh | Gwa | Y.B | Linz |
| ---------- | --- | --- | --- | ---- |
| Bohemians  |     | 1-0 | 5-0 | 2-1  |
| Gwardia    | 0-1 |     | 2-2 | 1-0  |
| Young Boys | 1-3 | 2-1 |     | 0-2  |
| Linz       | 1-4 | 2-3 | 0-3 |      |

### Girone 7
| Squadra          | Pti | G | V | N | P | GF | GS | DR |
| ---------------- | --- | - | - | - | - | -- | -- | -- |
| Brage            | 10  | 6 | 5 | 0 | 1 | 10 | 2  | +8 |
| Pogoń Stettino   | 7   | 6 | 3 | 1 | 2 | 10 | 9  | +1 |
| Sparta ČKD Praga | 4   | 6 | 1 | 2 | 3 | 4  | 8  | −4 |
| Wiener SC        | 3   | 6 | 0 | 3 | 3 | 10 | 15 | −5 |

|           | Bra | Pog | Spa | WSC |
| --------- | --- | --- | --- | --- |
| Brage     |     | 2-0 | 2-0 | 3-0 |
| Pogoń     | 1-0 |     | 2-0 | 3-3 |
| Sparta    | 0-1 | 1-0 |     | 2-2 |
| Wiener SC | 1-2 | 3-4 | 1-1 |     |

### Girone 8
| Squadra        | Pti | G | V | N | P | GF | GS | DR |
| -------------- | --- | - | - | - | - | -- | -- | -- |
| Öster          | 9   | 6 | 4 | 1 | 1 | 12 | 7  | +5 |
| Zbrojovka Brno | 9   | 6 | 4 | 1 | 1 | 11 | 6  | +5 |
| ŁKS            | 4   | 6 | 1 | 2 | 3 | 8  | 10 | −2 |
| Zurigo         | 2   | 6 | 1 | 0 | 5 | 7  | 15 | −8 |

|           | Öst | Zbr | ŁKS | Zur |
| --------- | --- | --- | --- | --- |
| Öster     |     | 2-0 | 4-3 | 3-0 |
| Zbrojovka | 2-0 |     | 2-1 | 4-1 |
| ŁKS       | 1-1 | 0-0 |     | 3-0 |
| Zurigo    | 1-2 | 2-3 | 3-0 |     |

### Girone 9
| Squadra           | Pti | G | V | N | P | GF | GS | DR |
| ----------------- | --- | - | - | - | - | -- | -- | -- |
| IFK Göteborg      | 9   | 6 | 4 | 1 | 1 | 19 | 11 | +8 |
| Næstved           | 7   | 6 | 3 | 1 | 2 | 13 | 14 | −1 |
| Černomorec Burgas | 5   | 6 | 2 | 1 | 3 | 17 | 16 | +1 |
| Baník Ostrava OKD | 3   | 6 | 1 | 1 | 4 | 8  | 16 | −8 |

|            | Göt | Næs | Čer | Ban |
| ---------- | --- | --- | --- | --- |
| Göteborg   |     | 5-0 | 4-4 | 2-1 |
| Næstved    | 4-2 |     | 3-1 | 5-1 |
| Černomorec | 2-4 | 4-0 |     | 5-2 |
| Baník      | 0-2 | 1-1 | 3-1 |     |